# 格羅夫蘭斯泰申 (紐約州)
格羅夫蘭斯泰申（英語：Groveland Station）是位於美國紐約州利文斯頓縣的普查規定居民點。

## 人口
根據2020年美國人口普查的數據，格羅夫蘭斯泰申的面積為1.52平方千米，皆為陸地。當地共有人口246人，而人口密度為每平方千米161.84人。